# Крпејце
Крпејце је насељено место града Лесковца у Јабланичком округу. Према попису из 2022. било је 6 становника.

## Положај и тип
Мало село у изворишном делу Крпејског Потока, десне притоке Ј. Мораве. Једино махала Бабићи (означена на карти) лежи на нижем земљишту близу поменуте реке. Крпејци је између села Предејана на југу и Личин Дола на северу. Вода за пиће добија се са извора Студени Кладенац, Јанкин Извор, Старо Село, Панџина Орница и др.
Називи потеса су: Трлина, Коларска Орница, Карауле, Страшки Рид, Било, Тршевина, Мртвица, Ржиште, Топило, Крива Нива, Вратница, Големо Равниште, Рид, Белутак, Мурина Чука, Бучје, Зла Бара, Орловац, Баба Надинско, Голема Ливада, Просиште, Широка Орница, Старо Село, Длибока Долина (долина Крпејског Потока), Букар (под буковом шумом), Ракитница, Јанинкино, Витишле.
У Крпејцу су махале: Бабићи, Шумановац, Стојчинци, Радиљовци и Суварје. Те су махале међу собом оштро издвојене. Према томе насеље је разбијеног типа. У свему село има 19 домова (1960. г.).

## Старине и прошлост
Народно предање наводи, да су Крпејци основали досељеници у првој половини XIX века. Први досељеници били су преци данашњих родова Антићи и Стојичинци. Прве куће данашњег насеља налазиле су се на месту сада званом Старо Село.
Крпејци има гробље на месту Витлиште. Ту је и сеоски крст. Тамо се приређује сабор на дан сеоске славе (другоr дана Духова).
Становници Крпејца имају мали атар. Па и он је прилично захваћен за потребе пошумљавања (око 200 ха) и трасом новог аутопута. Пошумљавање је прилично успело.
Назив Вратница односи се за место изнад села. Становници кажу: „Ту просиче пут за Ново Село, Рупље и друга насеља". На месту Зла Бара је извор. Од њега постаје Крпејски Поток. На месту Топило до пре око 50 rодина сељаци су топили конопља.

## Демографија
У насељу Крпејце живи 39 пунолетних становника, а просечна старост становништва износи 43,5 година (42,3 код мушкараца и 44,8 код жена). У насељу има 15 домаћинстава, а просечан број чланова по домаћинству је 3,13.
Ово насеље је у потпуности насељено Србима (према попису из 2002. године).
|             | \| Демографија[2] \| Демографија[2] \| Демографија[2] \| \| Година \| Становника \| Становника \| \| -------------- \| -------------- \| -------------- \| \| 1948. \| 262 \| \| \| 1953. \| 172 \| \| \| 1961. \| 110 \| \| \| 1971. \| 118 \| \| \| 1981. \| 116 \| \| \| 1991. \| 74 \| 74 \| \| 2002. \| 47 \| 47 \| \| 2011. \| 17 \| \| \| 2022. \| 6 \| \| |            |
| Демографија | |            |
| Година      | Становника | Становника |
| 1948.       | 262 |            |
| 1953.       | 172 |            |
| 1961.       | 110 |            |
| 1971.       | 118 |            |
| 1981.       | 116 |            |
| 1991.       | 74 | 74         |
| 2002.       | 47 | 47         |
| 2011.       | 17 |            |
| 2022.       | 6 |            |

| Етнички састав према попису из 2002.‍ | Етнички састав према попису из 2002.‍ | Етнички састав према попису из 2002.‍ | Етнички састав према попису из 2002.‍ | Етнички састав према попису из 2002.‍ |
| ------------------------------------ | ------------------------------------ | ------------------------------------ | ------------------------------------ | ------------------------------------ |
|                                      |                                      |                                      |                                      |                                      |
| Срби                                 | Срби                                 |                                      | 47                                   | 100,0%                               |
| непознато                            | непознато                            |                                      | 0                                    | 0,0%                                 |

| Година пописа     | 1948. | 1953. | 1961. | 1971. | 1981. | 1991. | 2002. |
| ----------------- | ----- | ----- | ----- | ----- | ----- | ----- | ----- |
| Број домаћинстава | 45    | 28    | 21    | 26    | 27    | 25    | 15    |

| Број чланова      | 1 | 2 | 3 | 4 | 5 | 6 | 7 | 8 | 9 | 10 и више | Просек |
| ----------------- | - | - | - | - | - | - | - | - | - | --------- | ------ |
| Број домаћинстава | 3 | 3 | 3 | 3 | 1 | 2 | 0 | 0 | 0 | 0         | 3,13   |

| Пол    | Укупно | Неожењен/Неудата | Ожењен/Удата | Удовац/Удовица | Разведен/Разведена | Непознато |
| ------ | ------ | ---------------- | ------------ | -------------- | ------------------ | --------- |
| Мушки  | 22     | 7                | 12           | 3              | 0                  | 0         |
| Женски | 18     | 2                | 12           | 4              | 0                  | 0         |
| УКУПНО | 40     | 9                | 24           | 7              | 0                  | 0         |

| Пол    | Укупно                    | Пољопривреда, лов и шумарство | Рибарство                            | Вађење руде и камена | Прерађивачка индустрија       |
| ------ | ------------------------- | ----------------------------- | ------------------------------------ | -------------------- | ----------------------------- |
| Мушки  | 5                         | 1                             | 0                                    | 0                    | 0                             |
| Женски | 3                         | 2                             | 0                                    | 0                    | 0                             |
| УКУПНО | 8                         | 3                             | 0                                    | 0                    | 0                             |
| Пол    | Производња и снабдевање   | Грађевинарство                | Трговина                             | Хотели и ресторани   | Саобраћај, складиштење и везе |
| Мушки  | 0                         | 1                             | 0                                    | 1                    | 0                             |
| Женски | 0                         | 0                             | 0                                    | 0                    | 0                             |
| УКУПНО | 0                         | 1                             | 0                                    | 1                    | 0                             |
| Пол    | Финансијско посредовање   | Некретнине                    | Државна управа и одбрана             | Образовање           | Здравствени и социјални рад   |
| Мушки  | 0                         | 0                             | 2                                    | 0                    | 0                             |
| Женски | 0                         | 0                             | 0                                    | 1                    | 0                             |
| УКУПНО | 0                         | 0                             | 2                                    | 1                    | 0                             |
| Пол    | Остале услужне активности | Приватна домаћинства          | Екстериторијалне организације и тела | Непознато            | Непознато                     |
| Мушки  | 0                         | 0                             | 0                                    | 0                    | 0                             |
| Женски | 0                         | 0                             | 0                                    | 0                    | 0                             |
| УКУПНО | 0                         | 0                             | 0                                    | 0                    | 0                             |